# Twyfelfontein
Twyfelfontein, domorodým názvem ǀUi-ǁAis, je lokalita Světového dědictví UNESCO nacházející se v namibijském regionu Kunene 430 km severozápadně od Windhoeku. Na ploše 0,6 km² se zde nachází okolo dvou a půl tisíc petroglyfů, chráněná nárazníková zóna má rozlohu 92 km².
Twyfelfontein se nachází v údolí řeky Huab v nadmořské výšce 550 metrů, díky občasným podzemním pramenům bylo místo navštěvováno lidmi již před šesti tisíci lety. Lovecko-sběračské komunity Křováků zde zanechaly v červeném pískovci množství kreseb a rytin převážně se zvířecími motivy, jejichž stáří se dohaduje na minimálně tisíc let. Podle odborníků obrazce vznikly jako mapa regionu s vyznačením míst, kde se vyskytují důležité druhy lovné zvěře; byly však nalezeny také kresby tučňáků a tuleňů, což svědčí o kontaktech místních obyvatel s přímořskými oblastmi. Galerie pod širým nebem Twyfelfontein proto patří k nejvýznamnějším ukázkám umění přírodních národů v Africe. Okolní krajina je polopouštní, s nedostatkem srážek a značnými teplotními rozdíly mezi dnem a nocí. Rytiny chrání takzvaný pouštní lak vylučovaný horninou, ohrožuje je však eroze skal i vandalismus, návštěva místa je proto možná pouze s průvodcem.
Skalní malby objevil v roce 1921 Reinhard Maack, v roce 1952 je jihoafrická vláda prohlásila národní kulturní památkou a v roce 1986 zde chráněné území. V roce 2007 se stal Twyfelfontein první namibijskou lokalitou zapsanou na seznam Světového dědictví a patří k největším turistickým atrakcím v zemi.

## Galerie

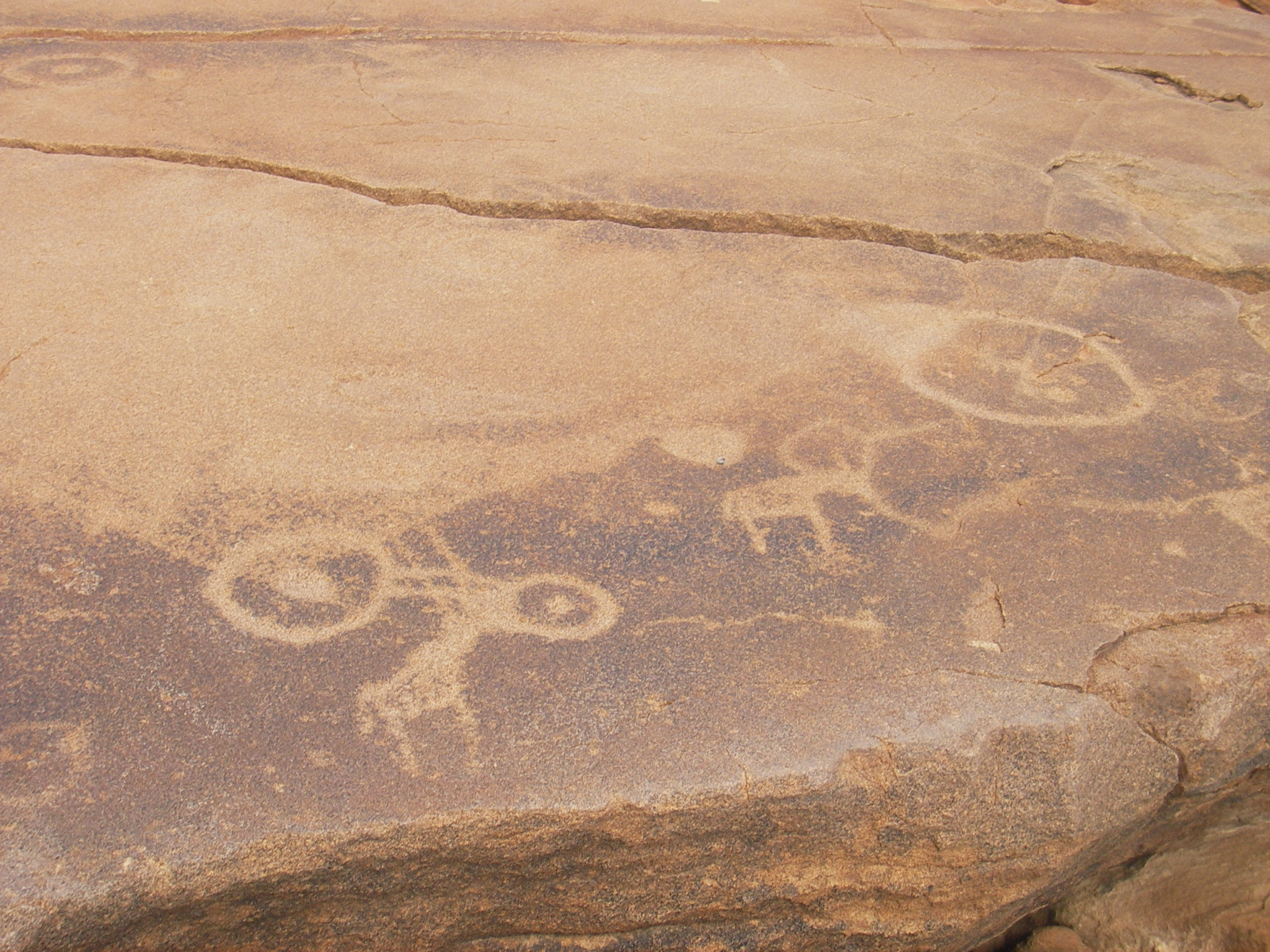
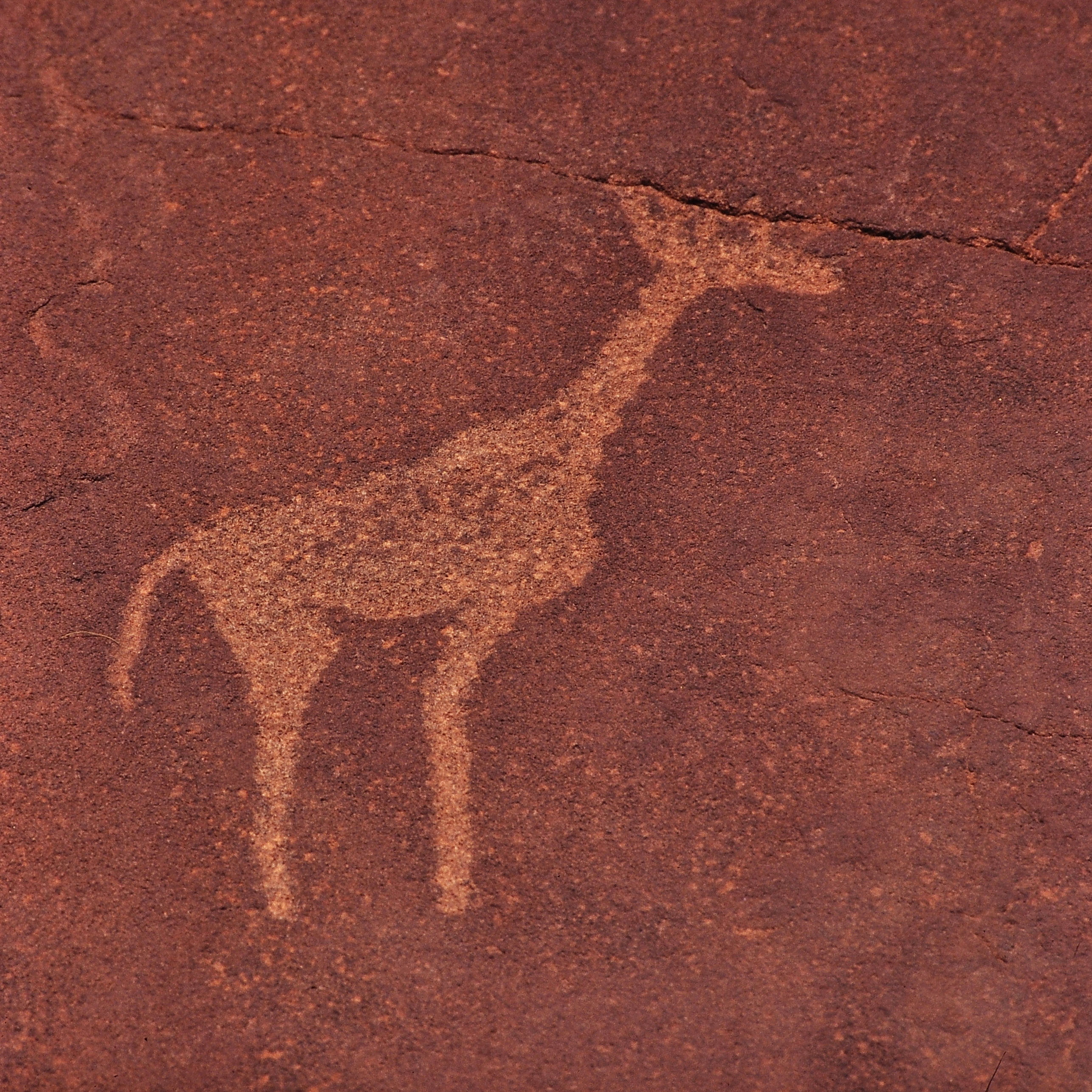
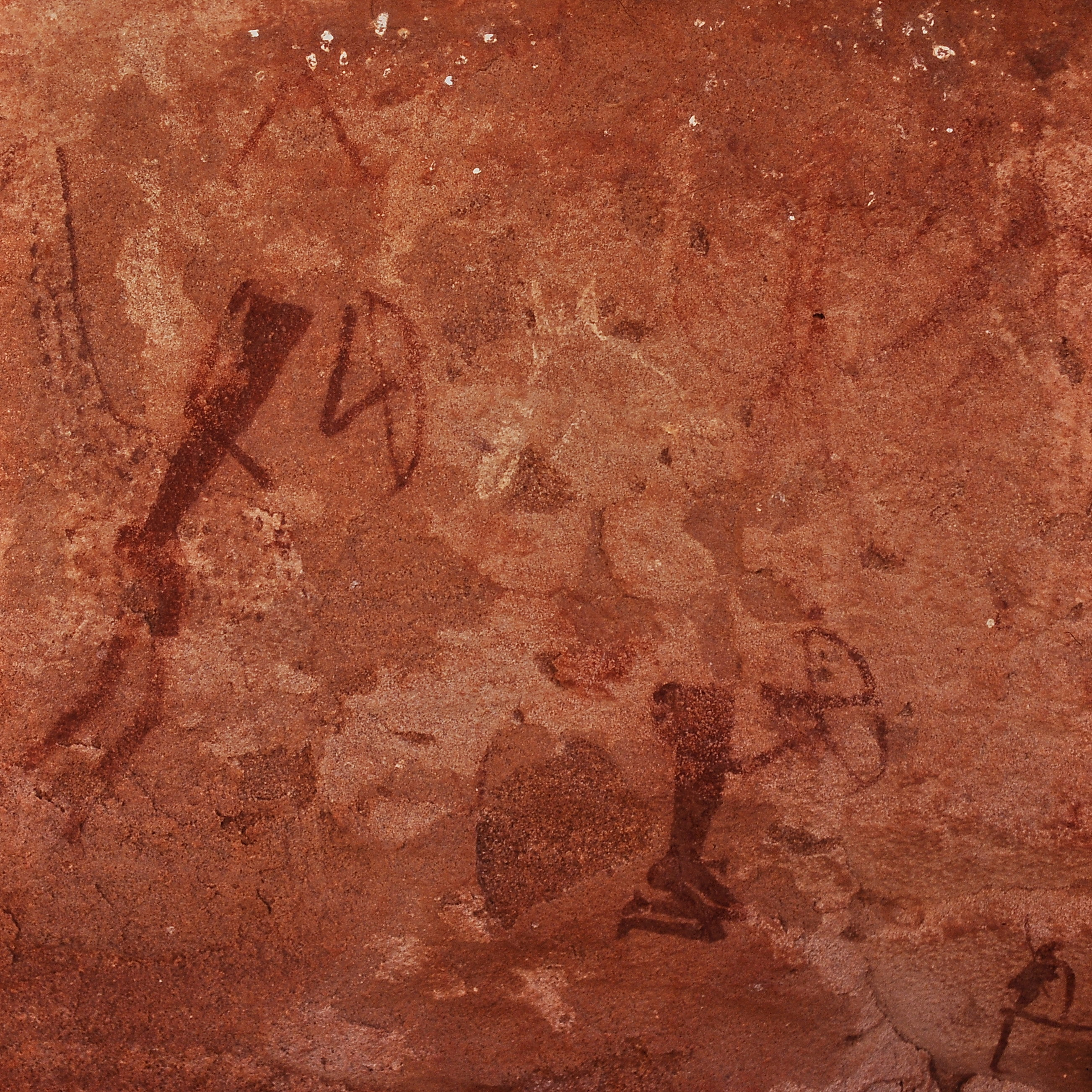